# Riserva frazionaria
La riserva frazionaria è la percentuale dei depositi bancari che per legge la banca è tenuta a detenere sotto forma di contanti o di attività facilmente liquidabili.
Tale riserva è l'insieme delle poste contabili che, in percentuale rispetto ai depositi, un istituto di credito non può erogare.

## Origini e finalità
Nei secoli passati i gioiellieri, che ricevevano in deposito l'oro, capirono che si poteva tenere in cassaforte solo una piccola parte dell'oro ricevuto in deposito, perché i nuovi depositi di metallo prezioso superavano di solito i prelievi di oro e solo in rare occasioni accadeva il contrario. Per affrontare quest'ultima evenienza, i gioiellieri tenevano parte dell'oro ricevuto sotto forma di riserva, usando la restante quota di oro per impieghi redditizi. Le stesse regole, applicate alla moneta, valgono per le banche moderne che dell'attività dei gioiellieri sono l'evoluzione. 
Lo scopo della riserva è dunque di obbligare le banche a garantire un livello minimo di liquidità, che deve soddisfare la normale operatività degli istituti. La riserva frazionaria è uno strumento di politica monetaria, al pari della leva dei tassi di interesse, che permette alle banche centrali e ai governi di contenere lo stock di debito presente nel sistema, o, viceversa, di praticare una politica monetaria espansiva e inflazionistica.
La riserva obbligatoria può essere decisa dai governi e dalle banche centrali, imponendo alle banche di non prestare oltre un certo multiplo del loro patrimonio di vigilanza, ovvero di accantonare presso le banche centrali una certa percentuale dei crediti concessi. In Italia la legge impone di depositare l'1% è la riserva obbligatoria presso la Banca d'Italia, oltre a questa somma la banca si cautela mettendo a riserva libera un'altra percentuale dei depositi.

### Riserva totale
Alcuni economisti ritengono necessario, per evitare speculazioni finanziarie non gestibili, eliminare la riserva frazionaria in favore di una riserva totale ovvero pari al 100% dei depositi, teorizzata per la prima volta nel 1934 dal premio Nobel Frederick Soddy, teoria che venne poi ripresa da Henry Simons e Irving Fisher per la riforma del sistema finanziario nel New Deal.

## Descrizione

### Composizione
La riserva frazionaria è composta da: 
- riserva obbligatoria: che deve essere accantonata alle banche centrali in appositi conti degli istituti di credito. Serve alla banca centrale per garantire che ogni banca sia in grado di saldare la propria esposizione debitoria con gli altri istituti in sede di Camera di Compensazione interbancaria. Se viene aumentata oltre questo limite minimo, diventa uno strumento di politica monetaria, gestito da Governi e banche centrali. In Italia, in base al Testo Unico Bancario, tale accantonamento di depositi non è utilizzato a garanzia dei correntisti in caso di corsa agli sportelli. È, quindi, un accantonamento contabile e finanziario (le somme sono effettivamente versate presso la Banca Centrale).
- riserva a garanzia dei conti correnti: si tratta di un fondo interbancario a garanzia dei correntisti, di un accantonamento contabile, in altri Paesi effettivamente pagato.
- riserva legale e statutaria: sono una percentuale dei depositi che una banca decide volontariamente di accantonare, entro un massimale stabilito per legge.

In Paesi come Regno Unito, Canada, Australia non è richiesta nemmeno la copertura obbligatoria.

### Riserva frazionaria in Europa
In Europa non è prevista riserva frazionaria per:
- depositi con durata prestabilita superiore a due anni;
- depositi rimborsabili con preavviso superiore a due anni;
- pronti contro termine;
- titoli di debito emessi con durata prestabilita superiore a due anni.

È invece al 2% per ogni altra passività compresa nell'aggregato soggetto a riserva come stabilito dall'articolo 4 del regolamento 1745/2003 della BCE.
Quindi la banca deve possedere una contropartita in contante di ogni passività, per un valore che oggi è compreso tra 0 e 2 punti percentuali.
Il regolamento di Basilea 1, stabilito nel 1988 presso la Banca dei regolamenti internazionali, portò la riserva frazionaria al 2%.
Dal 18 gennaio 2012 il coefficiente è 1%.
Se una banca non ha più sufficienti riserve, è obbligata a reintegrarle, ritirando qualche prestito ed eventualmente rallentando l'emissione di nuovi prestiti.
La riserva è indispensabile per le banche per tenere nelle filiali il contante necessario ai prelievi ordinari dei correntisti (nei quali rientrano indirettamente assegni e bonifici da loro emessi e incassati dai destinatari del titolo di credito). Per completezza d'informazione si deve tenere in considerazione che ogni anno vengono immesse in circolazione nuove banconote in relazione ad alcuni parametri, tra i quali la crescita economica dei paesi.
La riserva frazionaria è il principale strumento di trasmissione della politica monetaria dalla banca centrale a tutte le altre banche. La riserva delle singole banche è aggiornata periodicamente a valle della rilevazione del capitale prestato. La garanzia può essere posta dopo aver effettuato la camera di compensazione con gli altri istituti di credito del sistema.

## Casistica d'impiego

### Moltiplicatore monetario
Ipotizzando che la percentuale di riserva frazionaria sia al 20%, su 100,00 Euro depositati la banca dovrà tenere una riserva di 20 Euro potendo invece prestare gli 80 euro restanti. Questo meccanismo viene definito “moltiplicatore monetario (M)” ed è pari al reciproco del tasso di riserva. M= 1/R
Come spiegato da Paul Samuelson, a fronte di un nuovo deposito, una banca può concedere un prestito aggiuntivo per un ammontare massimo pari al nuovo deposito meno la somma trattenuta sotto forma di riserva a qualsiasi titolo. Ad esempio a fronte di un deposito di 100, la banca può prestare 80 nel caso la riserva sia di 20.

### Espansione del credito
Se la riserva è pari al {\displaystyle r=2\%}, il sistema bancario nel suo complesso può creare moneta (concedendo prestiti) fino a {\displaystyle {\frac {1-r}{r}}=49} volte il capitale che effettivamente detiene in denaro liquido. Infatti se {\displaystyle R} è la riserva in denaro liquido e {\displaystyle C} è il capitale erogato deve essere {\displaystyle R\geq r(R+C)} da cui si ricava che {\displaystyle C} può essere al massimo pari a {\displaystyle C={\frac {R-rR}{r}}={\frac {1-r}{r}}R}.
In generale, detto {\displaystyle C\;} il capitale depositato e {\displaystyle r\cdot C} la riserva, una banca può prestare {\displaystyle (1-r)\cdot C}. 
Se tale somma viene depositata presso un'altra banca, essa potrà prestare a sua volta {\displaystyle (1-r)^{2}\cdot C}. 
L'ammontare complessivo dei prestiti sarà allora pari a {\displaystyle \sum _{i=1}^{n}{(1-r)^{i}\cdot C}}.
Per stabilire il valore massimo di tale ammontare possiamo immaginare che avvenga un grande numero di prestiti, progressivamente più piccoli fino a quando il singolo prestito si riduca a una quantità trascurabile. Matematicamente, questo risultato si ottiene facilmente calcolando il valore della sommatoria (si tratta di una serie geometrica) per un numero infinito di prestiti:
{\displaystyle \lim _{n\to \infty }\sum _{i=1}^{n}{(1-r)^{i}\cdot C}={\frac {(1-r)}{r}}\cdot C}.
Con l'attuale valore della riserva frazionaria all'1%, la serie converge a (1-0,01)/0,01=99 volte il capitale iniziale.
La frazione {\displaystyle {\frac {1-r}{r}}\;} cui converge la somma totale dei prestiti realizzabili, essendo {\displaystyle 0\leq r\leq 1}, è sempre un numero maggiore di 1. Perciò la riserva frazionaria è un moltiplicatore dei depositi, anche se non aumenta la quantità di denaro che il sistema banche può prestare: la successione di prestiti diminuisce la capacità delle banche di emettere credito.